# Philibert Babou de la Bourdaisière
Philibert Babou de la Bourdaisière (Brisighella, 1513 – Roma, 25 gennaio 1570) è stato un diplomatico, cardinale e vescovo cattolico francese.

## Biografia
Nato  nel 1513 da Philibert Naldi Babou e Maria Gaudin, in una nobile famiglia francese di origine italiana, studiò lettere classiche a Parigi.
Il 13 gennaio 1533 succedette al fratello Jaques come vescovo di Angoulême. Entrò a servizio dei sovrani francesi sotto Enrico II, che lo scelse come consigliere e nel 1556 lo inviò a Roma come suo ambasciatore presso la Santa Sede: mantenne l'incarico anche sotto i re Francesco II e Carlo IX.
Su richiesta di Carlo IX, papa Pio IV lo innalzò alla dignità cardinalizia nel concistoro del 26 febbraio 1561 e gli attribuì il titolo di San Sisto: optò in seguito per i titoli di San Martino ai Monti e Sant'Anastasia. Partecipò al Concilio di Trento e fu amministratore della diocesi di Auxerre.
L'11 gennaio 1570 fu nominato Camerlengo del Sacro Collegio, carica che tenne per tre sole settimane.
Morì a Roma nel 1570 e fu sepolto nella chiesa di San Luigi dei Francesi.